# Cygnus CRS OA-7
Cygnus CRS OA-7, également connu sous le nom de Orbital ATK CRS-7, est le huitième vol du vaisseau spatial de réapprovisionnement non habité Cygnus et son septième vol vers la Station spatiale internationale (ISS) dans le cadre du contrat de services commerciaux de réapprovisionnement avec la National Aeronautics and Space Administration (NASA). La mission a été lancée le 18 avril 2017 à 11 h 11. Orbital et la NASA ont développé conjointement un nouveau système de transport spatial pour fournir des services commerciaux de réapprovisionnement en fret à l'ISS. Dans le cadre du programme Commercial Orbital Transportation Services (COTS), Orbital Sciences a conçu et construit Antares, un lanceur de classe moyenne, Cygnus, un vaisseau spatial de manœuvre avancé, et un module de fret pressurisé fourni par le partenaire industriel d'Orbital, Thales Alenia Space.
L'OA-7 est baptisé « S.S. John Glenn » en l'honneur de l'astronaute et sénateur John Glenn, premier astronaute américain à avoir été en orbite autour de la Terre sur l'atlas Mercury-Atlas 6 et le plus ancien à être allé dans l'espace lors de la mission STS-95.

## Histoire

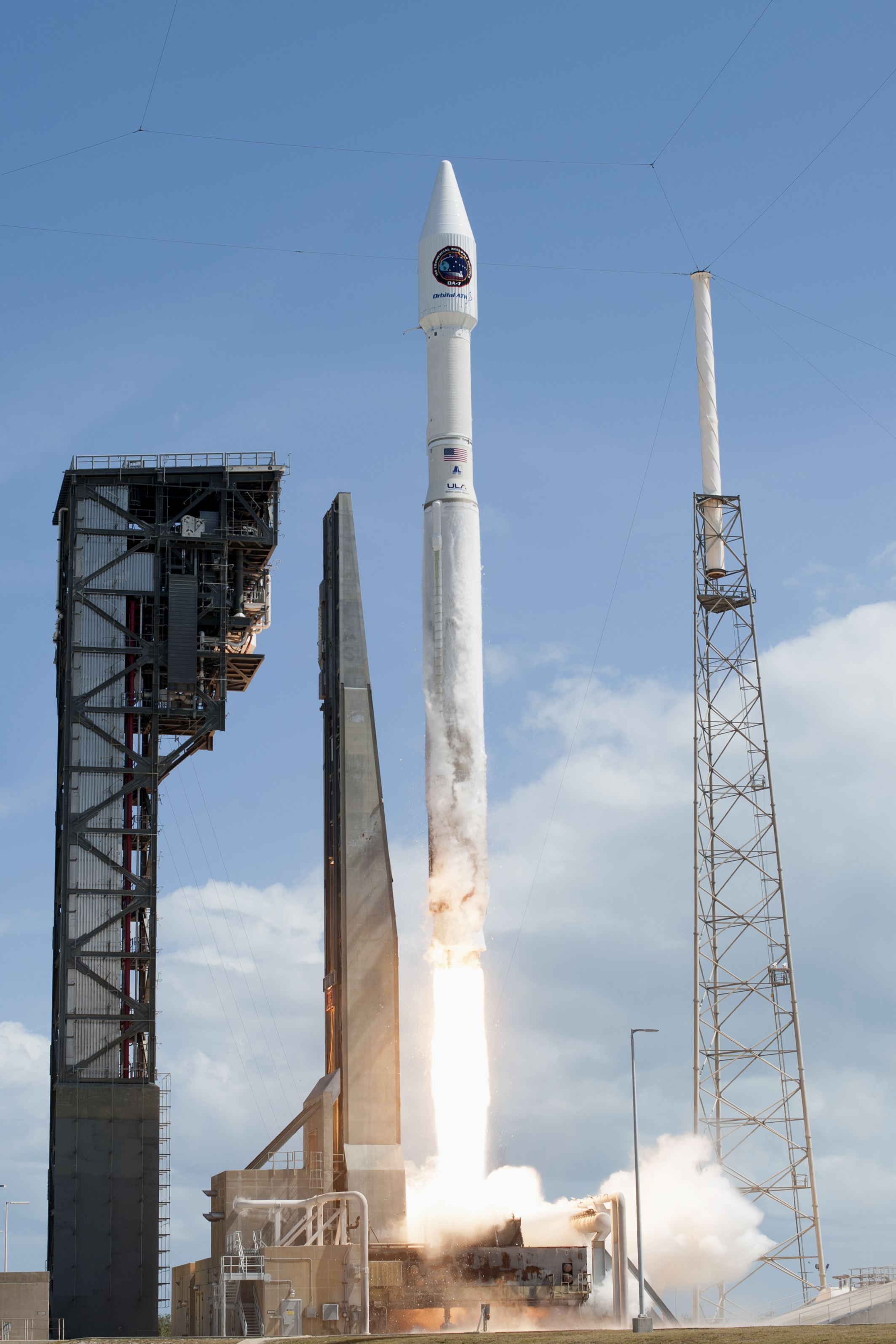
Lancement de la mission OA-7.

La mission de démonstration COTS a été menée avec succès en septembre 2013, et Orbital a commencé des missions opérationnelles de fret ISS dans le cadre du programme de Service de réapprovisionnement commercial (CRS) avec deux missions en 2014. La troisième mission opérationnelle, Orb CRS-3 (en), n'a pas été couronnée de succès en raison d'un problème d'Antares lors du lancement. La société a décidé d'interrompre la série Antares 100 et d'accélérer l'introduction d'un nouveau système de propulsion. Le système Antares a été mis à niveau avec des moteurs RD-181 de premier étage nouvellement construits afin d'offrir de meilleures performances de charge utile et une fiabilité accrue.
Dans l'intervalle, la société a passé un contrat avec United Launch Alliance pour deux lancements Atlas V à partir du cap Canaveral, en Floride : la mission CRS OA-4 (en) a eu lieu en décembre 2015 et CRS OA-6 (en) en mars 2016,. La première mission Cygnus sur le nouvel Antares 230 (CRS OA-5 (en)) a été reportée à octobre 2016 et s'est déroulée avec succès. Cette mission particulière, connue sous le nom de OA-7, a permis à Orbital ATK de couvrir son obligation initiale de charge utile sous contrat avec le CRS. À la demande de la NASA, OA-7 est passé d'une fusée Antares à une fusée Atlas V afin d'augmenter la charge utile livrée à l'ISS. Les vols Antares ont repris avec la mission CRS OA-8E (la première de la prolongation du contrat d'Orbital avec la NASA) en novembre 2017.
La production et l'intégration du vaisseau spatial Cygnus sont effectuées à Dulles, en Virginie. Le module de service Cygnus est accouplé au module de fret pressurisé sur le site de lancement, et les opérations de mission sont menées à partir des centres de contrôle de Dulles et de Houston.
OA-7 a été lancé le 18 avril 2017 à 15 h 11 UTC à bord d'une fusée Atlas V 401. Le cargo a effectué son rendez-vous et a été amarré à l'ISS le 22 avril, où il est resté un peu moins de 43 jours,.
Le 1er juin, la NASA a annoncé son intention de désamarrer Cygnus avec un mois d'avance sur le calendrier. À cet effet, Cygnus a été déplacé par Canadarm 2 le 2 juin. Le 4 juin, les boulons fixant Cygnus à la station ont été rétractés, et Canadarm 2 a détaché le vaisseau spatial à 11 h 5 UTC. Les membres d'équipage à bord de la station ont manœuvré Cygnus pour le libérer et à 13 h 10 UTC, le véhicule a été libéré. Une minute plus tard, Cygnus a commencé à effectuer une série de mises à feu de départ pour s'éloigner de l'ISS.
À environ 20 h 0 UTC, l'expérience SAFFIRE III à bord de Cygnus a été commandée pour être exécutée. Cette expérience implique l'allumage contrôlé d'échantillons de matériaux de l'engin spatial pour tester leur combustion en microgravité. Le 8 juin, quatre CubeSat LEMUR-2 sont déployés, une paire à 20 h 46 UTC et l'autre à 23 h 46 UTC,. La rentrée de Cygnus est prévue pour le 11 juin; lorsque le véhicule commence à se désintégrer dans l'atmosphère terrestre, trois sondes sont lancées dans le cadre de l'expérience RED-Data2, afin de recueillir des données sur la façon dont les matériaux à haute température réagissent à la rentrée, et de contribuer à caractériser la façon dont les vaisseaux spatiaux se désintègrent lors de la rentrée,.
Orbital ATK annonce le 11 juin 2017 que la mission OA-7 s'est officiellement terminée à 17 h 8 UTC avec la rentrée et la destruction du S.S. John Glenn. Le vaisseau spatial est rentré à l'est de la Nouvelle-Zélande au-dessus de l'océan Pacifique, se débarrassant d'environ 1 950 kg de déchets et d'équipements inutiles,.

## Vaisseau spatial

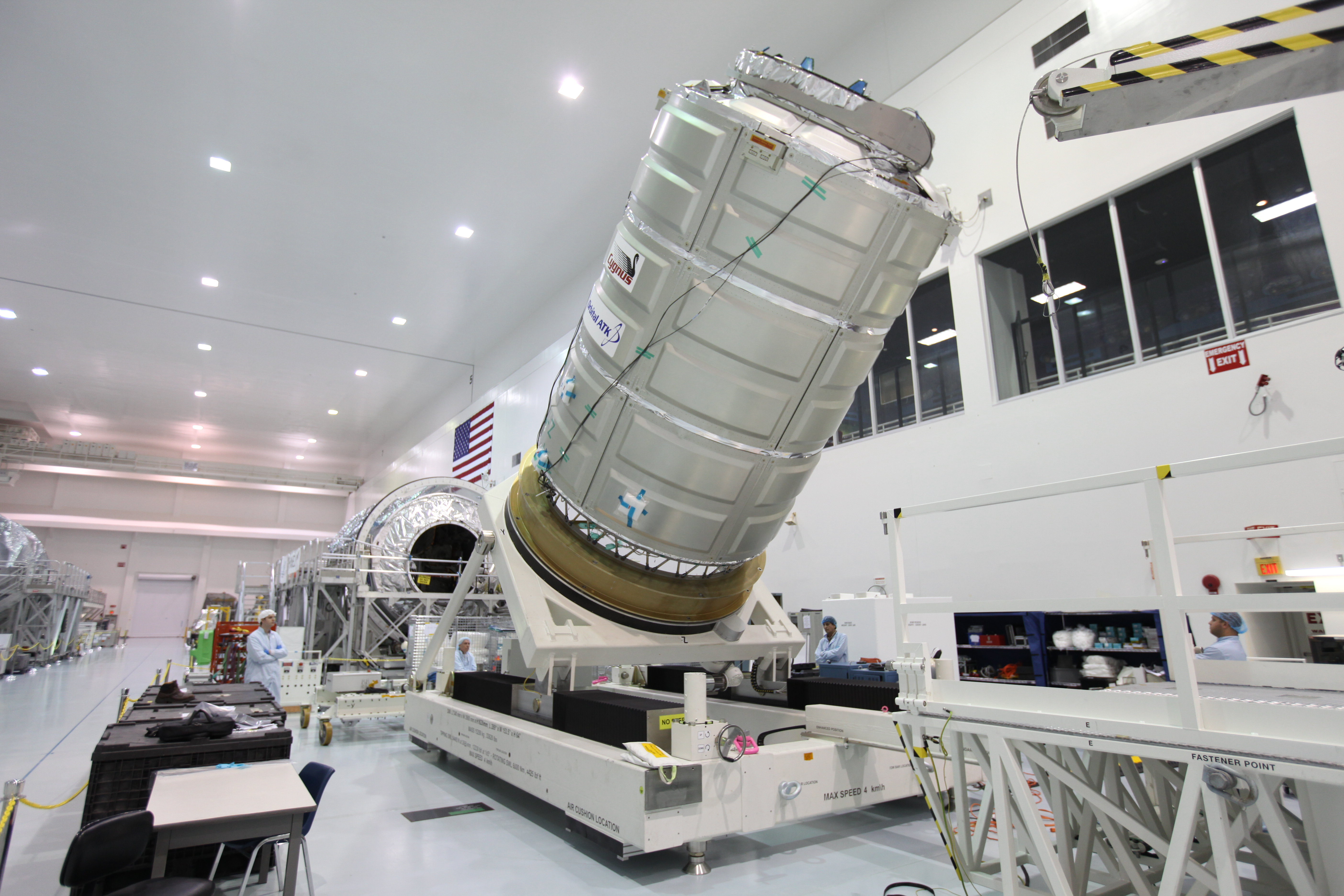
Le vaisseau spatial Cygnus à l'intérieur du centre de traitement de la station spatiale.

C'est le septième des dix vols effectués par Orbital ATK dans le cadre du contrat de services commerciaux de réapprovisionnement avec la NASA. C'est le quatrième vol du Cygnus PCM amélioré,. L'engin spatial et les charges utiles à bord ont été traités dans l'installation de traitement du centre spatial Kennedy.

## Données
OA-7 a transporté un total de 3 459 kg de matériel en orbite. Cela comprenait 3 376 kg3 de cargaison pressurisée avec des emballages destinés à la Station spatiale internationale, et 83 kg de cargaison non pressurisée composée de quatre CubeSat qui seront libérés de l'engin spatial Cygnus après son détachement de l'ISS. OA-7 transportait 34 autres CubeSats qui seront lancés depuis le module Kibō de l'ISS, dont 28 ont été construits par des étudiants universitaires dans le cadre du programme QB50.
La cargaison à destination de l'ISS :
- Matériel du véhicule : 1 215 kg, comprend la boîte ExPRESS Carrier Avionics (ExPCA) et le câble de raccordement
- Enquêtes scientifiques : 940 kg
- Ravitaillement des équipages : 954 kg
- Équipement pour les sorties dans l'espace : 73 kg
- Ressources informatiques : 2 kg
- Matériel russe : 18 kg